# Championnat de France FFSA GT 2005
Navigation
édition précédente édition suivante
Le Championnat de France FFSA GT 2005 est la huitième édition du championnat.

## Engagés
| Équipe                   | Voiture                 | No. | Pilote                   | Cat. | Manches |
| ------------------------ | ----------------------- | --- | ------------------------ | ---- | ------- |
| VBM                      | Chrysler Viper GTS-R    | 1   | Patrick Bornhauser       | GT1  | 1-3     |
| VBM                      | Chrysler Viper GTS-R    | 1   | Olivier Thévenin         | GT1  | 1-3     |
| MTO Mirabeau Compétition | Chrysler Viper GTS-R    | 2   | Gérard Bleynie           | GT1  | 1-3     |
| MTO Mirabeau Compétition | Chrysler Viper GTS-R    | 2   | Mathieu Zangarelli       | GT1  | 1-3     |
| MTO Mirabeau Compétition | Chrysler Viper GTS-R    | 3   | Jean-Claude Lagniez      | GT1  | 1-3     |
| MTO Mirabeau Compétition | Chrysler Viper GTS-R    | 3   | Frédéric Makowiecki      | GT1  | 1-3     |
| Larbre Compétition       | Chrysler Viper GTS-R    | 7   | Olivier Dupard           | GT1  | 1-3     |
| Larbre Compétition       | Chrysler Viper GTS-R    | 7   | Patrice Goueslard        | GT1  | 1-3     |
| Larbre Compétition       | Ferrari 550 Maranello   | 35  | Gabriel Balthazar        | GT1  | 1-3     |
| Larbre Compétition       | Ferrari 550 Maranello   | 35  | Jérôme Policand          | GT1  | 1-3     |
| First Racing             | Chrysler Viper GTS-R    | 8   | David Tuchbant           | GT1  | 1-3     |
| First Racing             | Chrysler Viper GTS-R    | 8   | Fabien Giroix            | GT1  | 1-3     |
| DDO                      | Saleen S7-R             | 9   | François Fiat            | GT1  | 1-3     |
| DDO                      | Saleen S7-R             | 9   | Dominique Dupuy          | GT1  | 1-3     |
| DDO                      | Porsche 996 GT3-RS      | 40  | Eric Mouez               | GT2  | 1-3     |
| DDO                      | Porsche 996 GT3-RS      | 40  | Cyril Prunet             | GT2  | 1-3     |
| LeasePlan Autovitesse    | Chrysler Viper GTS-R    | 11  | Anthony Beltoise         | GT1  | 1-3     |
| LeasePlan Autovitesse    | Chrysler Viper GTS-R    | 11  | Jean-Luc Blanchemain     | GT1  | 1-3     |
| Tarrès Team              | Porsche 996 Bi-Turbo    | 14  | Frédéric Hauchard        | GT1  | 1-3     |
| Tarrès Team              | Porsche 996 Bi-Turbo    | 14  | Olivier Porta (pl)       | GT1  | 1-3     |
| Tarrès Team              | Porsche 996 Bi-Turbo    | 15  | Jérémy Toti              | GT1  | 1-3     |
| Tarrès Team              | Porsche 996 Bi-Turbo    | 15  | Lucas Lasserre           | GT1  | 1-3     |
| Force One Racing         | Chrysler Viper GTS-R    | 16  | Bruno Dubreuil           | GT1  | 1-3     |
| Force One Racing         | Chrysler Viper GTS-R    | 16  | Julien Gilbert           | GT1  | 1-3     |
| Force One Racing         | Chrysler Viper GTS-R    | 17  | Antoine Leclerc          | GT1  | 1-3     |
| Force One Racing         | Chrysler Viper GTS-R    | 17  | Thierry Stépec           | GT1  | 1-3     |
| Red Racing               | Chrysler Viper GTS-R    | 18  | Nicolas Buchoux          | GT1  | 1-3     |
| Red Racing               | Chrysler Viper GTS-R    | 18  | Romain Yvon              | GT1  | 1-3     |
| Red Racing               | Lister Storm            | 19  | Gaël Lesoudier           | GT1  | 1-3     |
| Red Racing               | Lister Storm            | 19  | Iradj Alexander          | GT1  | 1-3     |
| Wieth Racing             | Ferrari 550 Maranello   | 20  | Niko Wieth               | GT1  | 1       |
| Wieth Racing             | Ferrari 550 Maranello   | 20  | Hubert Haupt             | GT1  | 1-2     |
| Wieth Racing             | Ferrari 550 Maranello   | 20  | Thomas Serwin            | GT1  | 2       |
| Anaveo Sport             | Chevrolet Corvette C5-R | 21  | Bruno Hernandez          | GT1  | 3       |
| Anaveo Sport             | Chevrolet Corvette C5-R | 21  | Soheil Ayari             | GT1  | 3       |
| CD Sport                 | Chrysler Viper GTS-R    | 22  | Laurent Cazenave         | GT1  | 1-3     |
| CD Sport                 | Chrysler Viper GTS-R    | 22  | Johnny Guitard           | GT1  | 1-3     |
| Sport Garage             | Chrysler Viper GTS-R    | 23  | Thierry Soave            | GT1  | 1-3     |
| Sport Garage             | Chrysler Viper GTS-R    | 23  | Eric Cayrolle            | GT1  | 1-3     |
| Sport Garage             | Chrysler Viper GTS-R    | 24  | Yvan Lebon               | GT1  | 1-3     |
| Sport Garage             | Chrysler Viper GTS-R    | 24  | Dany Snobeck             | GT1  | 1-3     |
| IMSA                     | Porsche 996 GT3-RSR     | 36  | Raymond Narac            | GT2  | 1-3     |
| IMSA                     | Porsche 996 GT3-RSR     | 36  | Sébastien Dumez          | GT2  | 1-3     |
| IMSA                     | Porsche 996 Cup         | 75  | Frédéric Lelièvre        | C1   | 1-2     |
| IMSA                     | Porsche 996 Cup         | 75  | Philippe Polette         | C1   | 1-2     |
| IMSA                     | Porsche 996 Cup         | 76  | Yannick David            | C1   | 1-2     |
| IMSA                     | Porsche 996 Cup         | 76  | Richard Balandras        | C1   | 1-2     |
| Ruffier Racing           | Porsche 996 GT3-RS      | 38  | Roland Médici            | GT2  | 2-3     |
| Ruffier Racing           | Porsche 996 GT3-RS      | 38  | Eric Hélary              | GT2  | 2-3     |
| Ruffier Racing           | Porsche 996 GT3-RS      | 37  | Michel Baudoin           | GT2  | 1       |
| Ruffier Racing           | Porsche 996 GT3-RS      | 37  | Jean-Claude Ruffier      | GT2  | 1       |
| Ruffier Racing           | Porsche 996 Cup         | 71  | Jean-Claude Ruffier      | C1   | 2       |
| Ruffier Racing           | Porsche 996 Cup         | 71  | Michel Baudoin           | C1   | 2       |
| Ruffier Racing           | Porsche 996 Cup         | 64  | François-Xavier Terny    | C1   | 1       |
| Ruffier Racing           | Porsche 996 Cup         | 64  | James Ruffier            | C1   | 1       |
| Ruffier Racing           | Porsche 996 Cup         | 65  | Nicolas Mantez           | C1   | 1       |
| Ruffier Racing           | Porsche 996 Cup         | 65  | Romain Brandela          | C1   | 1-2     |
| Ruffier Racing           | Porsche 996 Cup         | 65  | Olivier Pernaut          | C1   | 2       |
| Alméras Frères           | Porsche 996 GT3-RS      | 39  | Stéphane Pisu            | GT2  | 2       |
| Alméras Frères           | Porsche 996 GT3-RS      | 39  | Philippe Alméras         | GT2  | 2       |
| GPA Racing               | Ferrari 550 Maranello   | 41  | Philippe Rambeaud        | GT2  | 1       |
| GPA Racing               | Ferrari 550 Maranello   | 41  | Nicolas Gomar            | GT2  | 1       |
| Estoril Racing           | Porsche 996 GT3-RSR     | 42  | Michel Monteiro          | GT2  | 1,3     |
| Estoril Racing           | Porsche 996 GT3-RSR     | 42  | Claude Monteiro          | GT2  | 1,3     |
| Riverside                | Lamborghini Diablo GTRS | 44  | Thierry Rabineau         | GT2  | 1-3     |
| Riverside                | Lamborghini Diablo GTRS | 44  | Jean-Michel Carton       | GT2  | 1       |
| Riverside                | Lamborghini Diablo GTRS | 44  | Morgan Moulin-Traffort   | GT2  | 2-3     |
| Riverside                | Lamborghini Diablo GTR  | 88  | Philippe Charriol        | C2   | 1       |
| Riverside                | Lamborghini Diablo GTR  | 88  | Christian Beroujon       | C2   | 1       |
| Exagon Engineering       | Chrysler Viper GTS-R    | 50  | Jean-Pierre Jabouille    | GT1  | 1-3     |
| Exagon Engineering       | Chrysler Viper GTS-R    | 50  | Alain Prost              | GT1  | 1-3     |
| DSM                      | Porsche 996 Cup         | 61  | Jean-Louis Déglise       | C1   | 2       |
| DSM                      | Porsche 996 Cup         | 61  | William David            | C1   | 2       |
| GCR                      | Porsche 996 Cup         | 62  | Guy Clairay              | C1   | 1-2     |
| GCR                      | Porsche 996 Cup         | 62  | Jérôme Laurin            | C1   | 1-2     |
| GCR                      | Porsche 996 Cup         | 63  | Jean-Marc Bachelier (pl) | C1   | 1-2     |
| GCR                      | Porsche 996 Cup         | 63  | Franck Issartel          | C1   | 1-2     |
| Centre Porsche Lorient   | Porsche 996 Cup         | 66  | Frédéric Ancel           | C1   | 1-2     |
| Centre Porsche Lorient   | Porsche 996 Cup         | 66  | Philippe Goubet          | C1   | 1-2     |
| Pilotage Passion         | Porsche 996 Cup         | 67  | Christian Beau           | C1   | 1       |
| Pilotage Passion         | Porsche 996 Cup         | 67  | Christian Lepreux        | C1   | 1-2     |
| Pilotage Passion         | Porsche 996 Cup         | 67  | Philippe Gaillard        | C1   | 2       |
| Pilotage Passion         | Porsche 996 Cup         | 68  | Philippe Nozière         | C1   | 1       |
| Pilotage Passion         | Porsche 996 Cup         | 68  | Rémy Brouard             | C1   | 1       |
| Pilotage Passion         | Porsche 996 Cup         | 69  | Arnaud Peyroles          | C1   | 1-2     |
| Pilotage Passion         | Porsche 996 Cup         | 69  | Thierry Guiod            | C1   | 1-2     |
| Montfort Automobile      | Porsche 996 Cup         | 70  | Marcel Sciabbarrassi     | C1   | 2       |
| Montfort Automobile      | Porsche 996 Cup         | 70  | Richard Hofman           | C1   | 2       |
| Espace Racing            | Porsche 996 Cup         | 79  | Christian Philippon      | C1   | 1       |
| Espace Racing            | Porsche 996 Cup         | 79  | Franck Labescar          | C1   | 1       |

| Icône                   | Catégorie                              |
| ----------------------- | -------------------------------------- |
| GT1                     | GT1: Voitures du règlement FIA-GT1     |
| GT2                     | GT2: Voitures du règlement FIA-GT2     |
| Coupe de France FFSA GT |                                        |
| C1                      | Coupe 1: Voitures des Coupes monotypes |
| C2                      | Coupe 2: Voitures des Coupes monotypes |

## Calendrier de la saison 2005
| Manche | Manche | Date         | Meeting                                                | Circuit                       | Lieu         | Région/Pays                  |
| ------ | ------ | ------------ | ------------------------------------------------------ | ----------------------------- | ------------ | ---------------------------- |
| 1      | C1     | 27 mars      | Super Série FFSA Nogaro / Coupes de Pâques Aurore      | Circuit Paul Armagnac         | Nogaro       | Midi-Pyrénées, France        |
| 1      | C2     | 28 mars      | Super Série FFSA Nogaro / Coupes de Pâques Aurore      | Circuit Paul Armagnac         | Nogaro       | Midi-Pyrénées, France        |
| 2      | C1     | 16 avril     | Super Série FFSA Lédenon / Grand Prix de Nîmes-Lédenon | Circuit de Lédenon            | Lédenon      | Languedoc-Roussillon, France |
| 2      | C2     | 17 avril     | Super Série FFSA Lédenon / Grand Prix de Nîmes-Lédenon | Circuit de Lédenon            | Lédenon      | Languedoc-Roussillon, France |
| 3      | C1     | 7 mai        | Super Série FFSA Pau / F3 Grand Prix de Pau            | Circuit de Pau-Ville          | Pau          | Aquitaine, France            |
| 3      | C2     | 8 mai        | Super Série FFSA Pau / F3 Grand Prix de Pau            | Circuit de Pau-Ville          | Pau          | Aquitaine, France            |
| 4      | C1     | 28 mai       | Super Série FFSA Dijon                                 | Circuit Dijon-Prenois         | Prenois      | Bourgogne, France            |
| 4      | C2     | 29 mai       | Super Série FFSA Dijon                                 | Circuit Dijon-Prenois         | Prenois      | Bourgogne, France            |
| 5      | C1     | 25 juin      | Super Série FFSA Val de Vienne                         | Circuit du Val de Vienne      | Le Vigeant   | Poitou-Charentes, France     |
| 5      | C2     | 26 juin      | Super Série FFSA Val de Vienne                         | Circuit du Val de Vienne      | Le Vigeant   | Poitou-Charentes, France     |
| 6      | C1     | 3 septembre  | Super Série FFSA Albi / Grand Prix d'Albi              | Circuit d'Albi                | Le Séquestre | Midi-Pyrénées, France        |
| 6      | C2     | 4 septembre  | Super Série FFSA Albi / Grand Prix d'Albi              | Circuit d'Albi                | Le Séquestre | Midi-Pyrénées, France        |
| 7      | C1     | 24 septembre | Super Série FFSA Le Mans                               | Circuit Bugatti               | Le Mans      | Pays de la Loire, France     |
| 7      | C2     | 25 septembre | Super Série FFSA Le Mans                               | Circuit Bugatti               | Le Mans      | Pays de la Loire, France     |
| 8      | C1     | 15 octobre   | Super Série FFSA Magny-Cours                           | Circuit de Nevers Magny-Cours | Magny-Cours  | Bourgogne, France            |
| 8      | C2     | 16 octobre   | Super Série FFSA Magny-Cours                           | Circuit de Nevers Magny-Cours | Magny-Cours  | Bourgogne, France            |

## Résultats de la saison 2005
| Manche | Manche | Meeting | Vainqueur GT1 | Vainqueur GT2 | Vainqueur Coupe 1 | Vainqueur Coupe 2 |
| ------ | ------ | ------- | ------------- | ------------- | ----------------- | ----------------- |
| 1      | C1     |         |               |               |                   |                   |
| 1      | C1     |         |               |               |                   |                   |
| 1      | C2     |         |               |               |                   |                   |
| 1      |        |         |               |               |                   |                   |